# Truong Minh Giang
Truong Minh Giang född i Giang Dinh början av 1800-talet, död 1841, var en general, administratör och medlem av Nguyendynastin i Vietnam.
Giang föddes i Giang Dinh (numera Ho Chi Minh staden) och tog 1819 examen med gradenhương cống.
1833 fick han, Tống Phúc Lương, Nguyễn Xuân, Phan Văn Thúy och Trần Văn Năng uppdraget att häva ett uppror startat i Giang Dinh av Lê Văn Khôi. Två generaler från dåvarande Siam, Bodindecha och Phra Klang, ledde samtidigt trupper för att attackera de vietnamesiska provinserna Hà Tiên och An Giang och vietnamesiska styrkor i Laos och Kambodja, vilka Giang besegrade, och han installerade därefter Ang Chan II som kung av Kambodja, men kontrollerad av Vietnam som skuggregent, varför Giang stannade i Phnom Penh för att övervaka kungen och garantera säkerheten.
Ang Chan dog 1834 och general Truong Minh Giang lyckades avstyra att någon av Ang Chans bröder valdes till kung, eftersom de båda var vasaller till kungen av Siam. Istället tillsatte Truong Minh Giang Ang Chans dotter Ang Mey som skuggregent under vietnamesisk kontroll. Hon regerade med oklar status 1834–1841.
Giang beordrade alla kambodjanska kvinnor att börja använda den vietnamesiska pyjamasen istället för att gå klädda i sampot (som liknade sarongen) och låta håret växa långt som Vietnameserna gjorde. Han bytte också namn på Phnom Penh till det vietnamesiska namnet: Trấn Tây Thành, tempel förstördes, och han initierade en massimmigration av vietnameser till Kambodja, som blev en del av Vietnam 1841, varvid drottningen Ang Mey avsattes och skickades till Gia Dinh.
Men kambodjanerna revolterade mot vietnameserna och Siam använde situationen till sin fördel och invaderade Kambodja 1841 för att driva ut vietnameserna ur landet, med Ang Duong i spetsen för en mäktig thailändsk arme. När vietnameserna återtågat, så valdes Aung Duong till Kambodjas kung 1841, och han kröntes den 7 mars 1848 i huvudstaden Oduong.
Giang dog under återtåget till den vietnamesiska kejsarstaden Hue.